# Matt Vogel
Matt Vogel (n. 3 iunie 1957, Fort Wayne, Indiana, SUA) este un înotător american, medaliat olimpic. A participat la o ediție a Jocurilor Olimpice (1976) în care a câștigat 3 medalii de aur.